# Frank Naumann
Frank Naumann (* 29. Mai 1956 in Leipzig) ist ein deutscher Kommunikationspsychologe, Sachbuch- und Hörspielautor.

## Leben
Frank Naumann studierte Philosophie in Berlin. 1984 promovierte er zu philosophischen Fragen der Biologie und Psychologie. 1989 habilitierte er sich mit einer Arbeit über naturwissenschaftliche Grundlagen der Erkenntnistheorie. Von 1989 bis 1998 lehrte er an der Humboldt-Universität zu Berlin Kommunikationspsychologie. Ab 1989 trat er zunächst als Hörspiel-, ab 1995 auch als Sachbuchautor an die Öffentlichkeit. Seit 1998 schreibt er regelmäßig Beiträge für das Online-Magazin Egonet.
Frank Naumann arbeitet seit 1998 als freier Autor in Berlin.

## Veröffentlichungen
Bücher
- Verlorene Erinnerung. Roman. Verlag Neues Leben Berlin 1991, ISBN 3-355-01272-6.
- Miteinander streiten. Die Kunst der fairen Auseinandersetzung. Rowohlt, Reinbek 1995, ISBN 3-499-19795-2 (Neu veröffentlicht unter dem Titel: Die Kunst des Streitens.)
- Erfolgsstrategien für eine produktive Streitkultur. Anaconda, Köln 2012, ISBN 978-3-86647-829-9.
- Erste Hilfe für die Seele. Beistand in Notsituationen, Lebenskrisen und Konflikten. Verlag Gesundheit, Berlin 1996, ISBN 3-333-00759-2.
- Solo in die Jahre kommen. Auch Singles werden älter. Rowohlt, Reinbek 1997, ISBN 3-499-60426-4.
- mit René Koch: Mann, bist du schön! Was uns attraktiv, erfolgreich und begehrenswert macht. Verlag Gesundheit, Berlin 1999, ISBN 3-333-01021-6.
- Mut zur Krankheit oder Die Lust am Unwohlsein. Verlag Gesundheit, Berlin 1998, ISBN 3-333-01019-4.
- mit Frank-Uwe Maaß: Was Träume uns raten. Botschaften des Unbewussten entschlüsseln Verlag Gesundheit, Berlin 1999, ISBN 3-333-01050-X.
- Rauchen und gesund bleiben. Falken, Niedernhausen/Ts. 2000, ISBN 3-635-60586-7
- Wohlfühl-Intelligenz. Wege zur Entspannung. Verlag Gesundheit, Berlin/München 2000, ISBN 3-333-01081-X.
- Die Kunst des Smalltalk. Leicht ins Gespräch kommen, locker Kontakte knüpfen. Rowohlt, Reinbek 2001, ISBN 3-499-60847-2.
- Die 10 Geheimnisse ewiger Liebe. Krüger, Frankfurt am Main 2003, ISBN 3-8105-0125-5.
- Die Kunst der Diplomatie. Zwanzig Gesetze für sanfte Sieger. Rowohlt, Reinbek 2003, ISBN 3-499-61570-3.
- Kleiner Machiavelli für Überlebenskünstler. 15 Gewinnerstrategie in Krisenzeiten. Rowohlt, Reinbek 2005, ISBN 3-499-61988-1.
- Schöne Menschen haben mehr vom Leben. Die geheime Macht der Attraktivität. S. Fischer, Frankfurt am Main 2006, ISBN 3-596-16338-2.
- Die Kunst der Sympathie. Die selbstbewusste Art, sich beliebt zu machen. Rowohlt, Reinbek 2007, ISBN 978-3-499-62239-7.
- Mentale Fitness. Die 6 Pfeiler geistiger Vitalität. Ullstein, Berlin 2007, ISBN 978-3-548-36967-9.

Hörspiele
- 1989: Spätfolgen, Regie: Achim Scholz (Rundfunk der DDR)
- 1991: Mein Freund Diogenes, Regie: Karlheinz Liefers (Funkhaus Berlin/BR)
- 1991: Die Logikfalle, Regie: Detlef Kurzweg (Funkhaus Berlin)
- 1992: Die Souffleuse, Regie: Detlef Kurzweg (ORB)
- 1993: Zuerst kamen die Germanen, Regie: Karlheinz Liefers (ORB)
- 1994: Solo für eine letzte Geige, Regie: Klaus Wirbitzky (WDR)
- 1996: Rifkin & Co., Regie: Klaus Wirbitzky (WDR)
- 2004: Siesta für Sisyphos, Regie: Rainer Schwarz (RBB)
- 2006: Probezeit, Regie: Thomas Leutzbach (WDR)
- 2007: Basel, wir kommen, Regie: Annette Berger (RBB)
- 2009: Absturz der Gladiatoren, Regie: Thomas Leutzbach (WDR)
- 2009: Dederisch für alle, Regie: Steffen Moratz (MDR)
- 2011: FOXp2 – Das Tier spricht, Regie: Steffen Moratz (MDR)
- 2012: Die verbotene Welt, Regie: Steffen Moratz (SR/RBB) (nominiert für den Hörspielpreis der Kriegsblinden)
- 2017: Pfarrer Weltsprech und Doktor Hoffnung, Regie: Steffen Moratz (MDR)
- 2019: Oberwasser, Regie: Steffen Moratz (RBB)
- 2020: Asimovs Erben, Regie: Nikolai von Koslowski (5 Teile, MDR)[1]

Wissenschaftliche Schriften (Auswahl)
- Erkenntnis zwischen Abbild und Konstruktion. Kovac, Hamburg 1993, ISBN 3-86064-132-8.
- mit Hans Hablitzel (Hrsg.), Jean-Marie Guyau: Die Entstehung des Zeitbegriffs. Junghans, Cuxhaven 1993, ISBN 3-926848-29-4.
- mit Karl-Friedrich Wessel, Monika Lehmann (Hrsg.): Migration. Kleine, Bielefeld 1993, ISBN 3-89370-157-5.
- mit Karl-Friedrich Wessel: Kommunikation und Humanontogenese. Kleine, Bielefeld 1994, ISBN 3-89370-163-X.
- mit Karl-Friedrich Wessel: Verhalten, Informationswechsel und organismische Evolution. Kleine, Bielefeld 1994, ISBN 3-89370-164-8.